# Régions de Lituanie

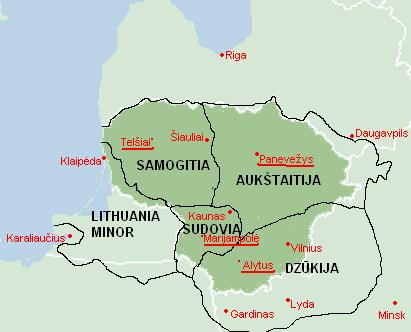
Les 5 régions ethnographiques de Lituanie.
- En vert sombre : territoire actuel de la Lituanie.
- Lignes noires : frontières des régions historiques.
- Lignes blanches : frontières des États actuels (Enclave de Kaliningrad et Pologne au sud, Biélorussie au sud-est et Lettonie au nord.

On peut subdiviser la Lituanie en régions (lituanien : regionai) historiques ou ethnographiques aux frontières imprécises car ce ne sont pas des unités politiques ou administratives officielles. Leurs délimitations sont culturelles : traditions et styles de vie locaux, chansons, contes, etc.
Dans une certaine mesure les régions recoupent les zones des différents dialectes lituaniens. Toutefois cette correspondance n'est en aucune façon rigoureuse. Par exemple, bien que le dialecte dzūkian soit aussi appelé aukštaitian du sud, cela ne veut pas dire pour autant que la Dzūkija fasse partie de la Haute Lituanie (en lituanien : Aukštaitija). Dans certaines parties de quelques régions, on parle les dialectes d'autres régions, tandis que par exemple en Samogitie, on trouve trois dialectes indigènes, le samogitien du sud, du nord et de l'ouest dont certains sont encore divisés en sous-dialectes.

## Régions politiques
Aucune région, excepté la Samogitie, n'a jamais été une entité politique ou administrative. Cependant des travaux récents ont tenté de délimiter plus clairement leurs frontières, car il existe un projet de transformer le système des apskritis en Lituanie en régions ethnographiques, qui seraient appelées "provinces" (au singulier žemė, au pluriel žemės, analogues aux lander allemands). Ce projet se justifie par le fait qu'avec les prérogatives limitées qui sont les leurs, dix apskritis ne sont pas nécessaires en Lituanie. Un autre argument est que dans d'autres pays, les territoires historiques sont réactualisés, alors qu'en Lituanie se maintiennent les apskritis créés artificiellement. Le projet a été soutenu par l'ancien président Rolandas Paksas, mais la question de savoir si et quand il sera mis en œuvre reste ouverte. Cependant tout récemment la Dzūkija a adopté un blason et un emblème qui seraient utilisés si la réforme a lieu et dont s'inspire également le blason de l'apskritis d'Alytus dont la quasi-totalité du territoire se situe en Dzūkija.

La Samogitie a un drapeau et un blason datant du temps du Duché de Samogitie, ces symboles étant plus anciens que le drapeau de Lituanie. La Petite Lituanie a un drapeau, utilisé depuis le XVIIe siècle et un hymne du XIXe siècle. Cependant si la réforme avait lieu, il y aurait vraisemblablement 4 provinces et non 5, en raison du fait que presque toute la Petite Lituanie est actuellement un territoire russe dont les Lituaniens ont été expulsés ; la mince bande de l'ancienne Lituanie Mineure restée en territoire lituanien est d'ailleurs elle aussi peuplée d'habitants d'origine non lituanienne, nombre de ses habitants originaux ayant été tués durant la Seconde Guerre mondiale ou expulsés. C'est la raison pour laquelle dans le redécoupage projeté la province de Petite Lituanie serait sans doute rattachée à celle de Samogitie.
Bien que ces régions ne soient pas des entités politiques ou administratives, la plupart ont leur capitale, c'est-à-dire des cités habituellement considérées comme telles. Ce ne sont pas nécessairement les plus grandes villes des régions.

## Liste des régions

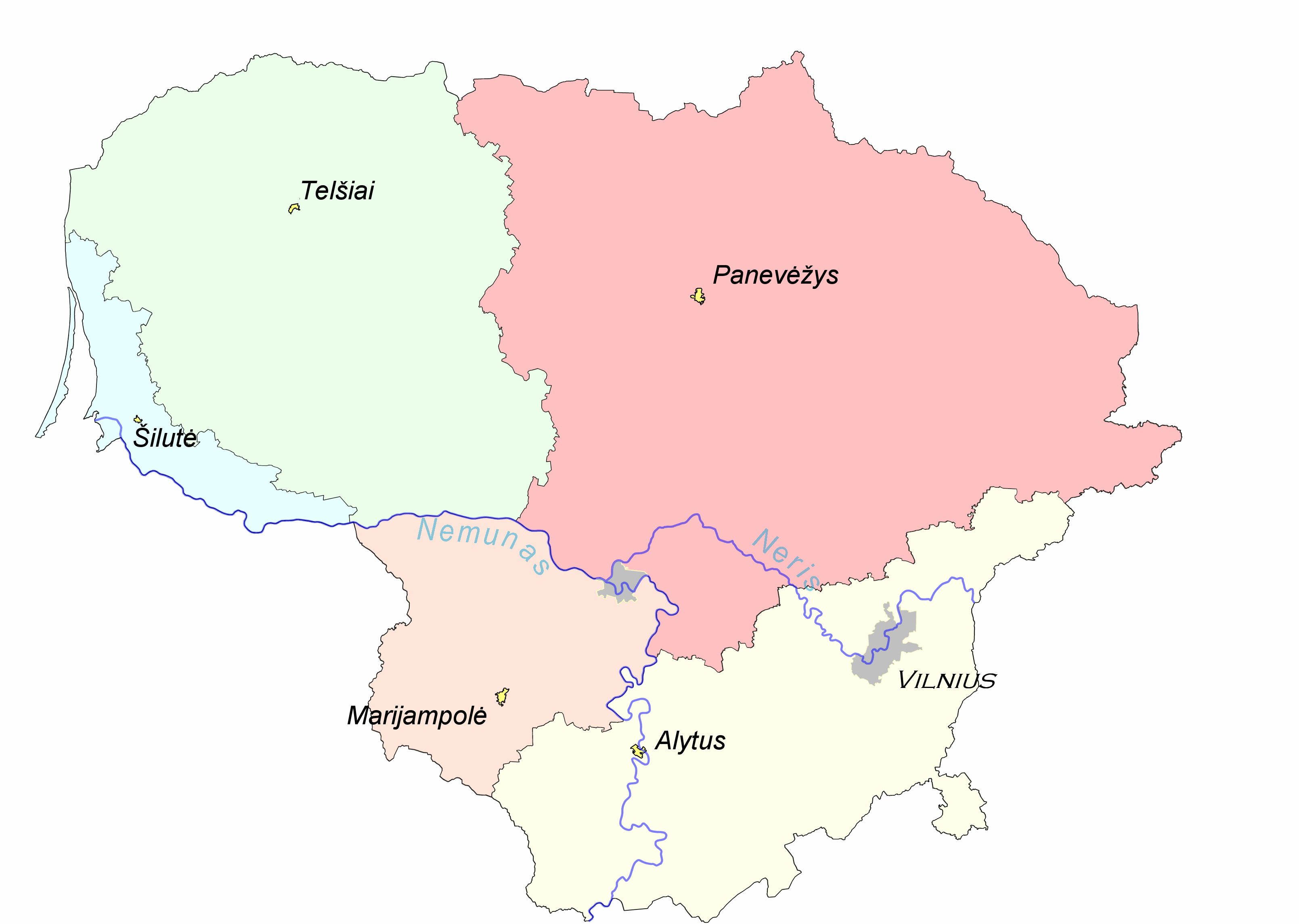
Carte de la Lituanie avec les 5 régions historiques et leur "capitale" :
Petite Lituanie
Samogitie
Haute Lituanie
Sudovie
Dzūkija

- Haute Lituanie (Aukštaitija = littéralement « Hautes terres ». Région de Lituanie du nord-est, qui comprend aussi quelques territoires lituaniens historiques de la Lettonie du sud-ouest et de la Biélorussie du nord-ouest. Sa capitale est Panevėžys, qui est aussi la plus grande ville de la région.

- Samogitie, (Žemaitija = littéralement « Basses terres »). Région de Lituanie occidentale. Sa capitale est Telšiai, sa plus grande ville Šiauliai.

- Petite Lituanie (Mažoji Lietuva). Region côtière de la Lituanie, qui comprend aussi les territoires historiques lituaniens de ce qui est maintenant l'enclave russe de Kaliningrad et une partie de la Pologne septentrionale. Sa plus grande ville est Klaipėda. Sa capitale est Silute.

- Dzūkija ou Dainava (ce dernier nom signifiant littéralement « pays des chansons »). Région de la Lituanie du sud-est, qui comprend aussi de vastes territoires historiques de Lituanie en Biélorussie, et quelques-uns en Pologne. Sa capitale est Alytus, et la plus grande ville Vilnius.

- Sudovie (Sūduva or Suvalkija (ce dernier nom signifiant littéralement "Pays de Suvalkai" et provenant d'une confusion raison pour laquelle on préfère le nom de Suduva)). Région du sud-ouest de la Lituanie, qui comprend également une petite zone de ce qui est maintenant une partie de la Pologne. C'est la plus petite des régions ethnographiques sa capitale est Marijampole, et sa plus grande ville Kaunas.